# Rhys Pollock
Rhys Pollock (* 14. März 1980 in Sydney) ist ein ehemaliger australischer Radrennfahrer.

## Werdegang
Pollock, der in Sydney aufwuchs, begann bereits früh mit dem BMX-Fahren. Über das BMX kam er zum Mountainbike. 1998 gewann er bei der Australischen U19-Mountainbike-Meisterschaft die Silbermedaille und bekam damit einen Startplatz für Australien bei den Mountainbike-Weltmeisterschaften 1998 in Calgary. Im folgenden Jahr 1999 gewann er die nationale U23-Meisterschaft und belegte bei der Elite den achten Rang. Bei zwei anschließenden Starts im Mountainbike-Weltcup in Sydney und Belgien blieb er ohne vordere Platzierung. Auch bei den Mountainbike-Weltmeisterschaften 1999 im schwedischen Åre konnte er keine Medaille gewinnen. Nachdem er 2000 erste Erfahrungen in Straßenrennen gesammelt hatte, entschied er sich nach einer Verletzungspause voll auf Straßenrennen zu konzentrieren und gab seine Mountainbike-Karriere damit auf.
Pollock begann 2003  bei der Mannschaft Pedale d’Alsace. In zwei Jahren bei diesem Team erreichte er insgesamt 19 Top-10-Platzierungen, fünf Podiumsplätze sowie einen Sieg. Im September 2004 wechselte er zum Team UNO. Zur Saison 2005 unterschrieb er einen Vertrag beim UCI Continental Team Marco Polo Cycling. 2007 bekam er einen Vertrag beim Professional Continental Team Driving Force Logistics, bevor er nur ein Jahr später zurück zum Marco Polo Cycling Team ging. In diesem Jahr gewann er neben der Norddeutschen Meisterschaft in Oberhausen auch die Berlare-Rundfahrt. 2009 wechselte er zum  Team Drapac. 2010 gewann er das Melbourne to Warrnambool Cycling Classic sowie eine Etappe der Tour of Tasmania. 2012 gewann Pollock außerdem die Tour de Taiwan. 2013 beendete er seine Karriere als professioneller Radsportler.

## Erfolge
1999
- Australischer U23-Meister – Mounatinbike-Cross Country

2008
- Norddeutsche Meisterschaft – Oberhausen
- Berlare-Rundfahrt

2010
- Melbourne to Warrnambool Cycling Classic
- eine Etappe Tour of Tasmania

2011
- eine Etappe Herald Sun Tour

2012
- Gesamtwertung Tour de Taiwan